# Luisa Banti
Luisa Banti (Florence, 13 juillet 1894 - Florence, 17 février 1978) est une étruscologue italienne.

## Biographie
Fille d'un médecin anatomiste, elle étudie à la Faculté de lettres de Florence où elle est élève de Luigi Pareti, de Luigi Pernier et de Giacomo Devoto.
Après des recherches en topographie, elle se consacre dès 1927 à des travaux sur l'Étrurie qu'elle publie dans le Studi Etruschi du premier numéro de cette Revue jusqu'à sa mort en 1978. Attachée à la section des manuscrits grecs de la Bibliothèque vaticane de 1930 à 1940, elle publie des études sur la philologie médiévale et humaniste et participe au même moment aux recherches archéologiques italiennes en Crète. Elle fouille ainsi Phaïstos et Haghia Triada.
Assistante à la chaire d'histoire des religions à l'Université de Rome durant la Seconde Guerre mondiale, elle enseigne à l'Université de Padoue,, est Présidente de l'Institut d'études étrusques de 1965 à 1972, puis occupe la chaire d'étruscologie et d'archéologie italique de Florence.

## Travaux
- Definizione dell'ager lunensis e l'espansione etrusca a nord dell'Arno, in Studi Etruschi, V, 1931, p. 163 et sq.
- La grande tholos di Haghia Triada, in Annuario della Scuola archeologica di Atene e delle missioni italiane in Oriente, vol. 13–14, 1930–1931, p. 155–251
- Luni, 1937
- Il palazzo minoico di Festo, 1951
- Mondo degli Etruschi, 1960